# Justin Marie Jolly
Justin-Marie Jolly (Melun, 1870 – Parigi, 1953) è stato un medico francese.
Fu direttore del laboratorio istologico dell'École pratique des hautes études e docente al Collège de France. Nel 1923 scrisse un Traité technique d'hématologie.